# Lostallo
Lostallo é uma comuna da Suíça, no Cantão Grisões, com cerca de 683 habitantes. Estende-se por uma área de 50,91 km², de densidade populacional de 13 hab/km². Confina com as seguintes comunas: Cama, Cauco, Gordona (IT-SO), Menarola (IT-SO), Soazza, Verdabbio, Mezzoco.
A língua oficial nesta comuna é o Italiano.